# Міхаель Меркев
Міхаель Меркев  (дан. Michael Mørkøv, 30 квітня 1985) — данський велогонщик, олімпійський медаліст, який з 2018 року виступає  за команду Світового туру « Deceuninck-Quick Step ». Чемпіон світу 2009 року на треку в Медісоні.

## Виступи на Олімпіадах
| Олімпіада   | Дисципліна                    | Місце |
| ----------- | ----------------------------- | ----- |
| Пекін 2008  | командна гонка переслідування | 2     |
| Пекін 2008  | медісон                       | 6     |
| Лондон 2012 | командна гонка переслідування | 5     |
| Токіо 2020  | медісон                       | 1     |